# Hiroshima Municipal Stadium

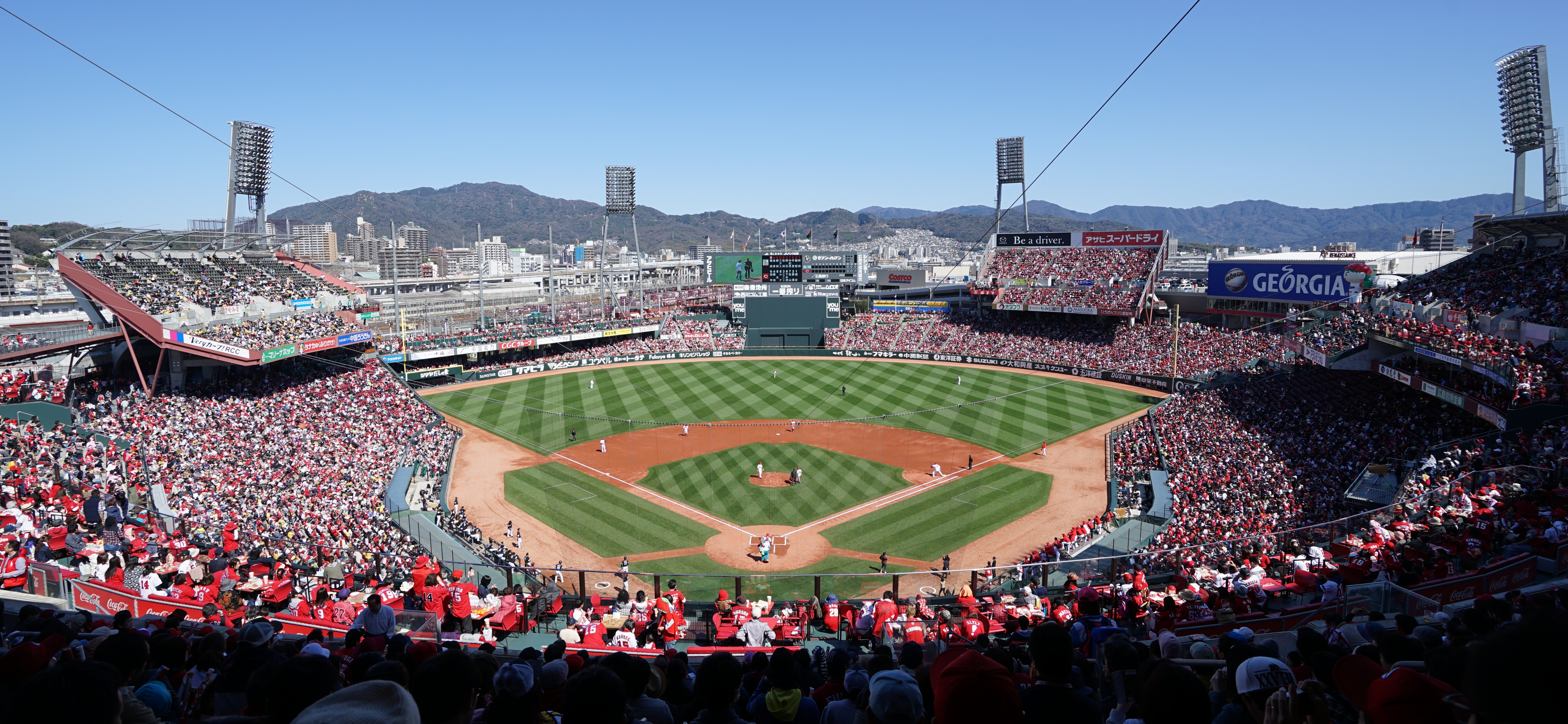
Interior do estádio.

O Hiroshima Municipal Stadium (atualmente Mazda Zoom-Zoom Stadium Hiroshima) é um estádio de beisebol localizado em Hiroshima, no Japão, foi inaugurado em 10 de abril de 2009 no mesmo local do antigo estádio de 1957, tem capacidade para 32.000 espectadores, é a casa do time Hiroshima Toyo Carp da NPB.